# Reinaldo Vicente Simão
Reinaldo Vicente Simão (* 23. Oktober 1968 in São Paulo) ist ein ehemaliger brasilianischer Fußballtrainer und −spieler.

## Karriere
Simão begann seine Profilaufbahn 1990 beim brasilianischen EC Juventude. Sommer 1990 wechselte er zum Erstligisten SC Internacional nach Porto Alegre. Danach spielte er bei SC Corinthians und Portuguesa. 1995 wechselte er zum japanischen Erstligisten Bellmare Hiratsuka. 1995 gewann er mit dem Verein den Asienpokal der Pokalsieger. Für Hiratsuka bestritt er 50 Erstligaspiele und schoss dabei 10 Tore. 1998 kehrte er zu Portuguesa zurück. 2002 wechselte er nach Europa. Simão stand von 2002 bis 2003 bei den türkischen Vereinen Fenerbahçe Istanbul und MKE Ankaragücü unter Vertrag. 2003 kehrte er nach Brasilien zurück. Hier spielte er bis 2004 für Goiás EC. 

## Erfolge
Internacional
- Staatsmeisterschaft von Rio Grande do Sul: 1991, 1992
- Copa do Brasil: 1992

Bellmare Hiratsuka
- Asienpokal der Pokalsieger: 1995